# 중국의 고전극
중국의 고전극에 대해 설명한다.

## 중국 연극의 역사와 개관
크게 나누어 고전극과 현대극으로 구별된다. 고전극은 또한 사람이 출현하는 현행의 경극(京劇)을 비롯하여 그 이전의 잡극(雜劇), 지방의 연극·예능을 주류로 하고, 이 밖에 괴뢰희(傀儡戱：인형극)와 영희(影戱：그림자 인형극) 등으로 나눌 수 있다. 현대극은 1912년 이후의 문명희(文明戱)를 비롯하여 화극(話劇), 즉 신극을 포함한다. 중국 연극이 경극(京劇)이라는 형식으로 집대성되기까지의 혼돈된 상황은 연극이라고 부르기보다는 오히려 잡예(雜藝), 예능이라고 할 수 있겠으며, 그런만큼 중국 연극의 역사와 그 성격은 다른 외국과 비하여 이질적인 발전을 해왔다. 더구나 문화혁명(1966)으로 중국의 역사는 다시 크게 전환했으며 그것에 따라 연극의 양상도 커다란 변화를 초래했다. 과연 앞으로 어떤 동향을 나타낼 것인지는 예측할 수 없으나, 연극에 부과된 사회적 역할의 중요성으로 보아 적극적인 활동을 개시할 것으로 예상된다. 중국의 연극은 서구, 특히 그리스를 발상지로 하는 '시론(詩論)'에 대해 악론(樂論)으로 체계가 주어지고 그 전통은 20세기까지 기본이념으로서 계속 유지되었다. 이 악론은 중국 고래의 음악철학을 공자(孔子, BC 551-BC 479)를 중심으로 하는 유학자의 입장에서 집대성한 것으로, 한대(漢代) 초기에 <예기(禮記)>의 <악기(樂記)>편으로서 기록되었다. 악기의 악이라는 것은 협의의 음악을 말하는 것이 아니라 일정한 이상(理想)하에서 철학적으로 통합 구성된 예능론(藝能論)이다. 바꿔 말한다면 그것은 정치적 또는 윤리적인 이상이 연극적으로 조직되고 그 악장(樂章)은 어떤 의미를 상징적으로 표현한다. 물론 사실적이며 또한 비윤리적인 요소를 다분히 포함하고 있으나 중국의 경극은 사실(寫實)을 피하여 상징적인 형태를 취한다. 그리고 악의 관념은 예라고 하는 윤리와 결부되어 '예악(禮樂)'의 사상을 낳고, 이 사상이나 관념이 오랫동안 중국을 비롯하여 한국과 일본의 예술, 특히 예능의 세계를 지배해 왔다. 화극(話劇)은 별도로 친다 해도 중국의 고전극이 경극으로 집약되고 선행(先行)의 각 예능적 요소가 경극과 교류·동화되었다. 예컨대 <시경(詩經)>이나 <초사(楚辭)>에 있는 민요적인 시에 따라 춤추는 민간 무녀(巫女)의 가무나 궁중에서의 연석의 노래나 춤, 제례(祭禮)에 따르는 조희(調戱), 주유(侏儒)가 출현하는 골계희(滑稽戱), 또는 산악(散樂)에 따르는 괴뢰나 요술, 곡예 등 잡예가 경극에 섭취되었다. 이동안의 사정은 왕국유(王國維)의 <송원희곡사(宋元戱曲史)>에 비교적 간명하게 소개되어 있다. 경극 성립의 상황에 관해서는 후에 경극의 항목에서 약술하기로 한다. 앞서, 유학파(儒學派)의 학론 즉 연극론은 악에 예가 수반되는 예악의 이념에 의거한다고 말했으나 그 윤리적 가치관, 말하자면 일종의 공리주의 입장에서 악(樂)을 선(善)과 악(惡)의 둘로 나누어 생각한다. 선한 것은 아악(雅樂)이며 악한 것은 속악(俗樂), 신악(新樂), 음악(淫樂)이라고 규정한다. 유교식의 이 형식주의가 중국이나 한국의 연극에 대한 관념을 얼마나 왜곡시켜 왔는가는 우리나라의 경우 가면극 배우를 광대(廣大)라 하여 천시해온 역사적 사실이 이를 입증한다. 중국에서 연극의 사회적 필요성이 구체적으로 인식되고 배우의 사회적 지위가 향상하기 시작한 것은 한국과 같이 19세기에 들어와서이며, 이 형식주의에서 본다면 경극도 속악·음악(淫樂)이라는 악한 것이었다. 그러나 중국에서 뚜렷이 볼 수 있는 사실은, 예악의 엄격한 공리주의적 형식주의가 실제로는 민중으로부터 진정한 지지를 받기가 곤란하고 오히려 귀족의 이맛살을 찌푸리게 하는 신악, 음악(淫樂) 종류가 차차 민중의 인기를 얻어 융성하기 시작한 것은 당연한 결과였다. 따라서 육조(六朝, 3세기-6세기말)의 무렵은 이미 고악(古樂)의 제도가 쇠퇴하고 아(雅)와 속(俗)은 서로 섞여지게 되었다. 수(隋)의 문제(文帝, 589)는 악을 아악과 속악으로 나누었으며, 당대(唐代, 618-907)에 이르자 다시 속악이 차지하는 비중이 늘어 궁중에 내교방(內敎坊)을 설치하여 주로 속악을 담당케 했다. 또한 궁중 내부의 제사나 향연에는 교방의 속악을 사용하고 아악은 나라의 대전(大典)에 한정했다. 특히 현종(玄宗, 在位 712-756)은 산악창우(散樂倡優)의 기(技)를 애호 장려하여 '이원(梨園)'의 제자 수백 명을 양성했다. 이것은 말하자면 관립 예능학교에 해당하는 기관이었다. 따라서 연극예능을 장려 보급시킨 공로자로서 현종을 예능의 수호신으로서 숭앙, 일찍이 중국 경극의 극장 무대 뒤에 제단을 설치하여 그 화상(畵像)을 안치했을 정도였다. 이러한 점으로 미루어 보아도 중국 연극이 연극으로서의 발전을 보이기 시작한 것은 당대 이후라고 하겠다.

## 당대의 가무희
대면(大面), 발두(撥頭), 답요랑(踏搖郞), 답요랑(踏搖娘), 소중랑(蘇中郞), 참군희(參軍戱) 등은 무악(舞樂)의 원류를 이루는 곡으로 간주된다. 대면은 대면(代面)이라고도 하였는데 이는 북제(北齊)의 난릉왕(蘭陵王) 장공(長恭)이 미남이었으므로 싸움터에서 적을 위협하기 위해 항상 무서운 가면을 쓰고 싸웠던 고사(故事)에 의한 가무로서 말하자면 중국 가면극의 일종이라 하겠다. 발두는 발두(鉢頭)라고도 쓴다. 배우는 흰 옷을 입고 상중(喪中)의 모양을 모방한다. 답요랑은 북제 시대, 소중랑이라는 남자가 술에 취하고는 그의 아내를 때리며 괴롭히기 때문에 그녀는 그때마다 탄식하고 몸부림치며 슬피 울었다고 하는 고사가 극화(劇化)된 곡이다. 참군희, 이것은 곡 그 자체의 명칭이 아니라 극의 한 형태로서, 오늘날로 말하면 두 사람이 주고받는 만담극에 속한다. 그런만큼 노래가 있고 대사도 있으며 후세의 희곡 및 연극 형식의 기초적 요소를 지니는 것으로서 중요한 역할을 다했다. 참군(參軍)과 창골이라는 역할의 두 인물이 노래를 곁들이며 만담을 주고받는다. 이것은 송대(宋代)의 잡극에서의 부정(副淨)과 부말(副末)에 계승된다. 배우의 복장은 하나는 초록색 옷에 홀(笏)을 가진 관리이며 또 하나는 초라한 옷에 머리를 딴 하인이다. 그리고 이 참군희는 주로 궁중에서의 의식연석의 자리에서 여흥으로 연출되었다. 당시(開元 713-741) 참군희의 명인으로는 이선학(李仙鶴)이라는 자가 있어서 참군(參軍)이라는 벼슬을 지냈으며 이구년(李龜年)은 이 방면에 유명한 자로 알려져 있다.

## 송대의 가무희
이 시대에 와서는 연극이 더욱 발전했다. 당대의 문화를 이어받기도 했으나, 현종과 마찬가지로 태종(太宗)이나 휘종(徽宗)이 음악과 예능에 관심을 가졌다는 것도 발전의 계기가 되었다. 당의 내교방(內敎坊)에 대하여 예능을 담당하는 대성악부(大晟樂府)가 설치되었으며 주방언(周邦彦)이라는 작사가가 책임자로 기용되었다. 이 시대는 당의 참군희(參軍戱) 뒤를 이어받아 잡극(雜劇)이 성행했다. 이것은 임기응변의 넌센스, 코믹을 위주로 한 것으로, 말하자면 이탈리아의 '코메디아 델 아르테'와 흡사한 즉흥희극이었다. 중화민국 초두의 뛰어난 연극학자 왕국유(王國維)의 유명한 저서인 <송원희곡사(宋元戱曲史)>에 의하면 송대의 연극을 골계희(滑稽戱), 잡희소설(雜戱小說), 악곡(樂曲)의 셋으로 나누고 있으며 특히 사(詞), 즉 노래를 중요시하고 있다. 노래에 춤이 따르는 것을 전답(傳踏), 또는 전답(轉踏)이라고도 쓰며 1곡을 되풀이하며 연주했다. 또한 1곡 이상의 것을 편곡한 것을 제궁조(諸宮調) 혹은 잠사라고도 했다. 악곡은 오늘까지 거의 전해지지 않고 있으나 증조라는 송대(宋代) 사람의 <악부아사(樂府雅詞)>에 그 일부가 남아 있다. 그러나 잡극은 더욱 발전하여, 배역도 처음엔 두 사람이었던 것이 7종류 등장의 역할로 증가되었고 레퍼토리도 280종이나 되었다. 이 역시 송대의 주밀(周密)의 <무림구사(武林龜事)>(武林, 杭州)의 <관본잡극단수(官本雜劇段數)>에 목록으로서 기재되어 있다. 이러한 잡극의 희곡적 구성은 염단(艶段) 1절, 정잡극(正雜劇) 2절, 잡분(雜扮) 1절의 4절 4막으로 이루어진다. 이 구성 형식은 훗날 원대(元代)의 희곡에 계승되었다. 이 밖에 고자사(鼓子詞)라고 하여 북을 반주악기로 하여 노래하는 예능도 있으며 조덕린(趙德麟)이라는 작가의 <상조접연화사(商調蝶戀化詞)> 등은 중국 근대희곡의 기초를 이룬다고 하겠다.

## 금대의 가무희
북방에 일어난 금나라도 잡극이 왕성했으며 원본(院本)이라고 칭했다. 원(院)은 행원(行院)의 뜻으로 홍등가(紅燈街)를 말한다. 원말 명초에는 690본의 이름을 들고 있으니 얼마나 유행했는가를 알 수 있다. 비교적 완전한 원본으로서는 동(董)이라는 사람의 <서상추탄사>가 남아 있으며 노래에 대사가 곁들여졌고 연기자 한 사람이 독백하는 형식의 예능이었다. 반주악기는 제궁조(諸宮調)와 같은 비파였다고 생각된다. 이 원본의 중요성은 후에 원대(元代)의 희곡에 영향을 주었으며, 구체적으로는 예컨대 이 '서상'이 원나라 극작가 왕실보(王室甫)의 <서상기(西廂記)>의 원본이 되었다는 것 등을 들 수 있다.

## 원대의 가무희
중국 연극의 확립은 원대(元代, 1205-1368)에 들어와서부터라고 하겠다. 원나라 사람은 원래 북방의 민족, 오늘날의 해석으로 말하면 소위 기마민족(騎馬民族)으로서, 무력에 의한 정복욕이 강한 종족이었지만 비문화적이었다. 그러면 어째서 그 비문화민족 사이에 희곡이나 연극이 창조되고 성행한 것일까. 그 이유로는 비문화적이며 오랜 문화의 전통이 없고 더구나 고전문학에 대한 무지로 인하여 오히려 새로운 형식을 낳기에 형편이 좋았다고 생각된다. 고전의 법칙에 구애되지 않고 자유분방하게 자기를 주장하고 표현할 수 있는 예술의 한 형태로서 그들은 희곡에서 그 무대적 구상화에 전념했다. 다음으로는 과거(科擧)의 시험과목에 희곡이 추가되었음을 들 수 있다. 이 주장은 명대(明代) 장진숙(藏晉叔)의 <원곡선(元曲選)>(元人百種曲)에 의하나 관리시험이 폐지되었기 때문에 그것은 이유가 되지 않는다고 반대하는 주장도 있다. 그러나 이 시대의 극작가 대부분이 과거 시험에 합격한 진사(進士)라는 점으로 보아서도 원곡선의 설이 옳다고 생각된다. 원곡도 또한 잡극이라고 불리나 원곡의 형식으로서 그 특징을 들면 전곡이 4단(四段), 4척으로 이루어지며, 1척은 같은 장단과 운(韻)을 사용한다. 등장인물 가운데 노래를 부르는 배우가 주인공이며 그 밖의 배우는 대사만을 읊는다. 그리고 이 형식은 오늘날의 경극이 계승하고 있다.

## 원대 북곡의 극작가
당시의 저명한 극작가로서는 여섯 명을 들 수 있다. 마치원(馬致遠), 백복(白樸), 정광조(鄭光祖), 교길(喬吉), 왕실보(王實甫), 관한경(關漢傾) 등을 들 수 있겠으며, 마치원은 대도(大都：지금의 北京) 사람으로 대표작에는 <한궁추(漢宮秋)> <청삼루(靑衫淚)> 등이 있어 기품 높은 작품이 그의 특색이라고 하겠다. 백복(白樸, 白仁甫)은 진정(眞正) 사람으로 시문(詩文)에 뛰어났으며, 대표작으로는 <오동우(梧桐雨)> <장두마상(牆頭馬上)>이 있고 전자는 당나라 현종과 양귀비를 다룬 비극으로서 저명하다. 정광조(鄭光祖)는 산시성(山西省) 핑양(平陽)의 사람으로서 <추매향(▩梅香)> <천녀이혼> <주공섭정(周公攝政)> <왕찬등루(王粲登樓)> 등의 작품이 있으며 <추매향>과 <천녀이혼>이 대표작이다. 교길(喬吉, 喬夢符)은 타이웬(太原)의 사람이며, 마치원, 백복, 관한경과 함께 원나라의 4대 극작가로 유명하고, 현존하는 작품으로는 <서상기> <여춘당(麗春堂)>의 두 작품뿐이나, 모두 걸작으로서 널리 상연되었다. <서상기>는 앞서 말했듯이 김대동(金代董)의 원본(院本) <서상추탄사>를 원본(原本)으로 하고 있다. 이 곡은 잡극이라는 4종의 구성으로 이루어지며 전곡 16척, 16막이 된다. 명대(明代)의 평에 "왕실보(王實甫)의 사(詞)는 꽃속의 미인과 같다"(朱權)라든가 "처리가 섬세하여 아름답다"(太和正音譜)고 나와 있다. 관한경(關漢傾)도 역시 대도의 사람으로, 해원(解元)이라 불리는 경시(卿詩)의 수석합격자였으며, 태의윤(太醫尹, 醫學長官)이기도 했다. 작품수도 가장 많아 63종이라고 하나 현존하는 작품은 13종으로 그중 <두아원(竇娥寃)> <구풍진(救風塵)> <배월정(拜月亭)> <옥경대(玉鏡臺)> <단력회(單力會)> 등이 저명하다. 그리고 <서상기>는 왕실보와의 합작이라는 설도 있다. 어떻든 그 수법은 자연주의적이며 아름답고 알기 쉽다. 알기 쉽다는 점에서는 앞서 말했듯이 원나라 사람의 낮은 교양 때문에 온 결과로서, 오랜 전통에 구애되지 않고 사물을 자연스럽게 보며 자연스럽게 표현하려고 한 점에서 유래된다. 따라서 문장도 되도록 구어체(口語體)를 썼으므로 희곡도 대중에게 환영받을 수 있었던 것이다. 이상 말한 북곡에 대립되는 것으로 남곡이 있다.

## 남곡
남송시대(南宋時代), 저장성(浙江省)의 융자(永嘉) 지방을 중심으로 일어난 이른바 희문(戱文)으로서 원나라 시대에 와서도 행해졌으나 북곡만큼은 떨치지 못했다. 그래도 명나라 시대의 서위(徐渭)가 지은 <남사서록(南詞敍錄)>(宋元舊篇)에 남희(南戱) 60여종의 목록이 있으며 <영락대전(永樂大典)>에는 희문 33종이 수록되어 있다. 남곡의 걸작으로는 고명(高明)의 <비파기(琵琶記)>를 들 수 있으며 북곡의 대표작 <서상기>와 비견된다고 하겠다. 고명은 저장성 원저우(溫州) 사람으로, 진사가 되어 각지로 임관되었으나 후에 사임하여 사작(詞作)을 즐겼다. <비파기> 42척은 비파를 연주하면서 남편을 찾아 헤매는 아내의 정절을 그린 희문이며 그 생명이 긴 것으로도 유명하다. 그러나 이보다 앞서 나온 비슷한 작품으로는 고즉성(高則誠)이라는 사람의 <비파기>가 있으며 줄거리도 이미 송나라 시대에 일반 민중 사이에 유포되고 있었다.

## 명·청시대 이후의 연극
남곡은 고명(高明)처럼 뛰어난 작가가 나와 한때 융성해졌으나 그 후 쇠퇴하여 명나라 시대(1368-1662)를 맞아 다시 인기를 되찾았으며, 북곡보다 오히려 남곡이 위세를 떨쳤다. 북곡은 앞서 말했듯이 대중들이 알기 쉽고, 그런만큼 힘찬 표현력은 뛰어났으나 약간 거칠고 저속하기 때문에 오랜 전통을 소중히 여기고, 고전에 향수를 품는 사람들에게는 오히려 남곡의 귀족적이며 고아(古雅)한 품격이 귀중하게 여겨졌다. 물론 그렇게 되기 위해서는 뛰어난 작가와 작품의 배출이 필요했다. 명말(明末)의 자징(嘉靖), 융경기(隆慶期)의 쿤산(崑山)이나 타이창(太倉)의 위양보(魏良輔), 양진어(梁辰魚) 같은 사람이 나와 남곡을 집약 대성시켰다. 그래서 일반적으로 남곡을 곤곡(崑曲)이라고 부르게 되었다. 또한 희곡각본을 이 시대부터 전기(傳奇)라고 불렀다. 영헌왕(寧獻王)의 <형서기(荊敍記)>, 시혜(施惠)의 <배월정(拜月亭)>(幽閨記), 서신의 <살구기(殺狗記)>, 작자불명의 <유지원(劉知遠)>(白兎記)을 명대 초기의 4대 전기라 하고 중기(中期)에서는 왕구사(王九思)의 <도보유춘(杜甫遊春)>, 양진어의 <완사기(浣紗記)>가 저명하나 심경(沈璟), 탕현조(湯顯祖)에 의해 남곡의 재흥이 초래되어 희곡문학의 융성기를 맞이했다. 탕현조(1550-1667)는 장시성(江西省) 임천(臨川) 사람이며, 진사가 되어 높은 벼슬을 지냈으나 후에 퇴관하여 사작(詞作)을 즐겼다. <환혼기(還魂記)>(牡丹亭) <남가기(南柯記)> <감단몽(邯鄲夢)> <자서기>의 4전기는 이른바 그의 대표 걸작으로서 <임천사몽(臨川四夢)>이라든가 <왕명당사몽(王茗堂四夢)>이라 칭하여 높이 평가되고 애호받았다. 사몽(四夢)이란 4편(四篇), 또는 꿈에 유래된 이야기에 연유된다. 그 문체는 희곡적이라기보다 오히려 문학적이었으므로 상연할 때에는 각색이 필요했다. <환혼기>(牡丹亭) 55장(場)은 남송(南宋) 시대의 이야기. 두려랑(杜麗娘)이라는 미소녀가 꿈에 이상적인 남편 유몽매(柳夢梅)와 정을 맺어, 꿈에서 깬 뒤부터는 밤낮을 두고 연모한 끝에 죽어버리나, 3년 후 신의 힘으로 부활하여 청년과 떳떳이 맺어진다는 이야기로 작자의 훌륭한 필치에 의해 일대 로망으로 알려져 있다. 그리고 탕현조의 문집(文集)으로서는 <옥명당집(玉茗堂集)>이 있다. 원대침(阮大鍼, ? -1646)도 탕현조 다음가는 명나라 시대의 대표작가이다. 마침 영국에서는 셰익스피어가 죽은 해로 그는 진사가 되어 병부상서(兵部尙書)로 임관되었으나 탐관오리가 되었으며 인간적으로는 평이 별로 좋지 않았다. 그러나 작가로서는 <연자전(燕子箋)>을 비롯하여 <춘등미(春燈謎)> <쌍금방(雙金傍)> <모니합(牟尼合)> <충효환(忠孝環)> 등의 뛰어난 작품을 남겼다. 특히 <연자전>은 유명하며 42장(場)으로 되어 있다. 한 마리의 제비가 중매하여 두 남녀가 맺어진다는 이야기로 당시는 자주 상연되었다고 전한다.

## 청조
이 시기도 전기 작가의 활동은 활발했다. 그 초기에는 이어(李漁, 李笠翁)가 특히 활약했다. 그는 저장성 난지(浙江省 蘭谿) 사람으로, 진사는 되지 못했으나 글재주가 능하여 소설, 평론 등을 집필, <입옹일가언집(笠翁一家言集)> 등을 저술하였는데, 그보다 희곡이 더 유명했다. <입옹십종곡(笠翁十種曲)>은 그의 희곡 <풍쟁오(風箏誤)> 외에 9편을 수록한 저작집으로 모두 희극이다. 희극이 적은 당시의 중국 연극으로는 희소가치가 있다고 하겠다. 이 밖에 왕부지(王夫之), 오위업(吳偉業) 등의 작가도 있으나 홍승(洪昇), 공상임(孔尙任)의 두 사람이 역사에 남는 작가라고 하겠다. 홍승(1645 -1704)은 첸탕(錢塘) 사람으로, 몇 개의 전기(傳奇)도 있으며 <장생전(長生殿)>은 그의 대표작이다. 초연 때는 마침 국장(國葬)의 기간이었으므로 불경죄에 몰렸으나 그의 작품 생명은 오랫동안 유지되었다. 전 4권 50절(折), 즉 4막 50장의 작품이다. 당나라 현종과 양귀비의 이야기로, 양귀비가 죽은 후 현종은 그녀의 꿈을 꾸고 도사(道士)의 인도로 월궁전(月宮殿)에 이르러 두 사람은 영원히 맺어진다고 하는 줄거리로서 아름다운 묘사와 변화가 풍부한 무대전환 등으로 호평을 받았다. 공상임(1648-1718)은 산둥 취푸(山東 曲阜) 사람으로 공자(孔子)의 자손 <도화선(桃花扇)>은 그가 심혈을 기울인 걸작인 동시에 중국 고전극 가운데에서 불멸의 명작이라고 하겠다. 1699년의 작품으로 전 42장(場)으로 되어 있다. 기녀(妓女) 이향군(李香君)과 청년 후방역(侯方域)의 사랑에 명조(明朝)의 정치사회를 배경으로 하는 로망과 사실(事實)·허실(虛實)이 교묘하게 교차하는 특이한 사극이라고 하겠다. 작자는 지금까지의 전기물(傳奇物)과는 달리 대사에 중점을 두고 가사에도 유기적인 필연성을 고려하는 등, 희곡적 체재를 충분히 계산하여 작극(作劇)한, 말하자면 오늘날의 전형적인 희곡이라고 하겠다. 이 밖에 전기작가로서는 장사전(蔣士銓)의 <홍설루구종곡(紅雪樓九種曲)>, 계복(桂馥)의 <후사성원(後四聲猿)>, 서위(舒位)의 <병생관수소보(甁笙館修簫譜)> 등이 있다. 한편, 이 시기에 지방에 그때까지 산재했던 지방극, 예컨대 익양강, 진강(秦腔), 방자강, 서피강(西皮腔), 이황강(二黃腔) 등이 융성하였고, 특히 서피와 이황은 안휘(安徽)를 중심으로 활약했던 연극인이 북경에 들어옴으로써 도시적으로 세련되어 중국 연극의 주류적 존재가 된 경극(京劇)으로 집대성되었다.

## 경극
한마디로 말해서 북경에서 육성된 연극이라는 의미이다. 오늘날에 와서는 중국의 고전극이라고 하면 바로 경극을 가리키며 마치 중국 고전극의 대명사처럼 되어 버렸다. 그런만큼 연극으로서도 지금까지의 여러 유파나 계통의 예능이 집약 세련되어 민중의 지지도 컸었다. 경극은 넓은 지역에 걸친 각지의 연극이나 모든 예능이 청조(淸朝)의 중기 전후 수도 북경에 모여져 거기서 세련되어 경극이라는 형태로 대성되었던 것이다. 바꿔 말한다면 중앙집권주의에 의한 당시의 정권, 즉 청조 정부의 문교 정책과 민중의 취향에 그 기본 가곡인 서피(西皮)와 이황(二黃)이 널리 합치하고, 더구나 오랜 세월을 두고 많은 명배우를 배출하였다는 것이 경극이 발전 형성된 이유라고 하겠다. 그러나 한때는 경극을 평극(平劇)이라고 부른 적도 있었다. 그것은 자유중국의 국민당 정부가 북경을 북평(北平)이라 개칭하였기 때문이나 지금은 다시 경극으로 불리고 있다.

## 경극의 희곡
경극의 희곡각본은 3,800종이나 된다고 하며 도군기(陶君起)의 <경극극목초탐(京劇劇目初探)>에는 1천여종이 수록되어 있다. 그러나 없어진 곡이 많으며 특히 중화인민공화국에서 문화대혁명 이후에는 더욱 도태되고 개편되어 지금까지 생명을 유지하는 것은 매우 적어졌다. 대체로 명조(明朝) 이전의 역사에서 취재한 것이 많으며, 전국시대(戰國時代)의 이야기인 <동주열국지(東周列國志)>를 비롯하여 <삼국지연의(三國志演義)> <수호전(水滸傳)> <서유기(西遊記)> 등의 각색물이 압도적이다. 그 밖에 민간설화나 소설 종류를 취재하여 희곡화한 작품도 있다. 그 대부분이 영웅담(英雄譚)이며, 권선징악적이고 비련의 이야기로서 봉건색이 매우 짙다고 하겠다. 그리고 이러한 점 때문에 바로 이른바 중공의 문화혁명에서 숙청의 대상이 되었음은 말할 나위도 없다. 흔히 명작이라고 하는 작품 가운데에서 오늘날까지 자주 상연되어 인기가 있는 것을 몇 가지 들어보면 <귀비취주(貴妃醉酒)> <요천궁(鬧天宮)> <추강(秋江)> <우주봉(宇宙鋒)> <삼차구> <패왕별희(覇王別姬)> <유원경몽(遊園驚夢)> <단교정(斷橋亭)> 등이 있으며 모두 명배우 메이란팡(梅蘭芳)이 생전에 능숙한 연기를 보였던 작품들이다. <귀비취주>는 현종을 기다리다 못해 쓸쓸함을 술로 달래는 양귀비의 심정을 애절하게 나타낸 곡으로서 메이란팡의 귀비역은 뛰어난 것이었다. <요천궁>은 손오공(孫悟空)을 주인공으로 하는 연극이다. <추강>은 원래 곤곡(崑曲)의 <옥잠기(玉簪記)>의 한 장면인 <추별(追別)>이 원본이 되고, 지방극인 사천극(四川劇)에서 재평가되어 경극에서도 자주 상연된 것이다. 젊은 이승(尼僧)과 청년의 사랑 이야기로서, 이 1막은 청년의 뒤를 따르는 이승과 늙은 뱃사공이 주고받는 대사에 경묘한 극술(劇術)이 흥미를 갖게 한다. 이 밖에 <타어살가(打魚殺家)> <장상화(將相和)> 등은 중공정권이 수립된 뒤에도 자주 상연되어 호평을 받았다.

## 경극의 무대
중국의 극장이 어떠한 역사를 갖고 어떠한 구조를 지녔느냐에 대해서는 유럽의 극장사(劇場史)처럼 정확하지는 않다. 희붕(戱棚)이라는 말이 있으나 이것은 노천에 천막 정도를 친 것으로서 초기에는 읍이나 마을의 광장, 또는 절의 앞뜰에 이 희붕을 세워, 가설흥행이라기보다 구경거리로서 행했던 것으로 추측된다. 중화민국이 수립된 뒤에도 북경의 번화가로서 유명했던 천교(天橋)에는 상설의 가마니를 친 희붕이 있어 이를 천교대붕(天橋大棚)이라 했으며 배우를 포붕이라고 불렀다. 극장으로서의 가장 대표적인 것은 북경의 광화루(廣和樓)였다. 건륭 연간(乾隆年間)에 창설되었다고 하며, 건륭제도 자주 구경을 다녔다고 전해진다. 수용인원은 약 7, 8백명으로 2층 건물이다. 정면 중앙에 3칸 4방의 무대가 객석을 향해 나와 있었다. 이 구조는 셰익스피어 시대의 말하자면 포튠극장이라든가 그로브 극장 등 런던에 있었던 극장과 흡사했다. 무대와 객석 사이는 칸막이나 커튼으로 가리지 않아 객석과의 융합을 꾀했다는 점에 흥미가 있다. 따라서 근대적인 극장과는 달리 연출형식에서 배우의 연기 등 모두가 리얼한 근대극의 방법을 취하여 저절로 이질적이며 색다른 형식이 생겨났었다. 이러한 극장이나 무대의 형식은 상당히 후세에 와서 완성된 것으로 여겨지나 그 원형으로 생각되는 형태는 오래전에 존재했음이 최근에 와서 입증되기도 했다. 그것은 원본(院本) 유행시대인 금나라 시대의 무대와 원곡(元曲) 융성기의 무대로서 산시성(山西省) 차오청현(趙成縣)의 광승사(廣勝寺) 벽화에 그려진 원나라 시대의 태정 원년(泰定元年, 1324) 무렵의 무대이며 무대 위에는 충도수(忠都秀)라는 순회공연의 배우가 있었다고 한다. 또한 완취안현(萬泉縣)의 후토묘(後土廟)에는 원나라 시대에 만들어진 무대가 그대로 남아 있음이 발견되었다. 그리고 최근에 와서는 산시성의 서남부인 임분(臨汾：金代의 平陽府) 근방인 후마시(侯馬市)의 교외에 있는 무덤에서 금나라 시대의 무대와 배우의 모형이 발견되고 더구나 대안(大安) 2년(1210)이라는 시대도 명확하게 나타났다고 한다.

## 북경의 극장
중공정권하에서, 특히 소위 문화혁명 이후에는 북경의 극장도 커다란 변혁을 가져왔으나, 그 이전의 극장은 북경 시내에만 해도 30여 개나 있었다. 광화루(廣和樓), 광화희원(廣和戱院)은 가장 오랜 극장의 하나로서 부연성(富連成) 등의 명배우가 이곳을 근거로 활약했었다. 화락희원(華樂戱院)도 중화민국 9년에 창립했으며 그 후 화재로 소실되었으나 32년에 신축, 이곳도 메이란팡(梅蘭芳)의 뒤를 이은 경극의 이름난 여역(女役, 名旦)이 정연추(程硯秋)나 한세창(韓世昌)을 세상에 배출했다. 신신희원(新新戱院)은 크기와 새로움이란 점에서 북경 제1이었으나 연극보다도 영화의 상영이 더 활발했다. 이것은 다른 희원에 대해서도 마찬가지라고 하겠으며 영화관으로 전향하는 경향이 두드러졌다. 우선 전통이 오랜 것을 살펴 보면 청말(淸末)에 창설되고 중화민국 3년에 재건된 길상희원(吉祥戱院), 명배우 담금배의 중화희원(中和戱院), 선려지(鮮麗芝)의 광덕희원(廣德戱院, 舊 廣德樓), 유희규(劉喜奎)의 삼경희원(三慶戱院), 처음으로 여성관객을 허락했다는 화북희원(華北戱院), 기타 반장(飯莊)이나 다장(茶莊), 회관의 무대를 비롯하여 개인의 저택 내, 고궁(古宮)에서 볼 수 있는 궁정무대, 사묘(寺廟) 부설무대 등, 흥망성쇠는 있었다 해도 그 수는 다른 외국 도시의 그것에 비해 결코 적은 것은 아니었다.

## 경극의 무대도구
경극에는 원칙으로서 대도구(大道具)가 없으며, 대렴(臺簾, 守舊)이라 하는 장막만 무대 정면의 안에 걸려 있을 뿐이다. 배우는 그 대렴의 좌우에서 등장, 또는 퇴장한다. 왼쪽이 입구이며 오른쪽이 출구. 무대 좌우에는 기둥이 서 있다. 무대 앞의 막이 있다는 점도 셰익스피어 시대의 무대와 마찬가지이다. 다만 극의 내용에 따라 약간 다른 비품·도구나 소도구를 사용한다. 주요한 것을 예거하면 탁자(卓子) ―― 이것은 무대 중앙에 갖다 놓는 것이 보통이며 식탁이 되거나 때로는 산이나 울타리가 되기도 한다. 의자(椅子) ―― 내장의(內場椅)와 외장의(外場椅)의 구분이 있어, 의자를 탁자 뒤에 두면 공적인 장소, 즉 궁정이라든가 관청, 법정 등을 뜻하며 앞에 두면 집안이 된다. 또한 옆에 누이면 바위나 약간 높은 곳을 지칭한다. 대장자(大帳子) ―― 수를 놓았고 양쪽으로 펼쳐 열 수 있는 막을 대나무 장대에 달아 의자에 매어 두면 침실 또는 진중이 된다. 차기 ―― 노란 바탕에 수레바퀴를 수놓은 두 개의 기. 이것을 한 사람이 두 손에 들면 수레가 된다. 영기(令旗)·영전(令箭) ―― 흰 바탕에 빨갛게 테를 두르고 중앙에 영(令)이라는 글씨를 수놓아 진중의 명령을 전하는 표시로 삼는다. 수기(水旗) ―― 흰 바탕에 물무늬의 기로서 물 위나 물 속을 나타낸다. 마편(馬鞭) ―― 손에 채찍을 들고 나타나면 말 위의 사람임을 뜻하고 하마(下馬)할 때는 이 채찍을 바닥에 놓는다. 이상에서 말한 이러한 것들은 흔히 사용되는 소도구이다. 승진(蠅塵) ―― 불자(佛子)를 말하며, 도산, 선인(仙人), 요괴 등의 배역이 손에 든다. 포성(布城) ―― 셰익스피어의 <한여름 밤의 꿈>의 마지막에서 직인(職人)들이 연극을 하는 장면이 있고, 그때 쓰이는 벽과 마찬가지로 천에 그린 벽돌의 벽과 철문, 말하자면 성문인 셈이다. 이 밖에 두세 개의 특수한 소도구도 있으나, 대체로 이상이 흔히 정해진 소도구이다.

## 경극의 장면
경극은 감상의 대상으로 주역의 노래와 그 반주음악에 높은 비중을 두기 때문에 청희(廳戱)라고 할 정도이며 이러한 것은 경극의 이해에 있어서 중요하다고 하겠다. 그 중심이 되는 악기는 호금(胡琴)으로, 연주자를 금사(琴師)라고 한다. 일류배우가 되면 전속 금사를 거느린다. 이 이외에 문장(文場, 寫實物)에서는 횡적(橫笛), 이호(二胡), 현자(絃子, 三弦), 쇄눌 등을 사용하며 무장(武場, 時代物)에서는 판(板), 단피고(單皮鼓), 대고(大鼓), 대라, 소라(小羅), 제발, 운라, 회고(懷鼓) 등을 사용한다. 이 가운데 단피고는 모든 악기의 지휘를 맡는 구실을 하며, 그 악사는 동시에 오른손의 채로 이를 치고 왼손으로 판을 쳐서 모든 음악의 통일을 꾀한다.

## 경극의 역할
유럽의 고전극과는 전혀 그 본질을 달리한다. 즉 각본의 선악보다는 오히려 배우 개인의 기예를 존중한다. 그래서 특수한 역할이라는 것이 정해져 배우 중심, 역할 중심으로 발전하고, 감상이나 비평의 대상도 중점이 거기에 두어진다. 따라서 경극에서는 역할(脚色이라고 쓴다)을 연극 평가의 기준으로 삼아왔다.

## 역할의 종류와 성격
크게 나누어 생(生), 단(旦), 말(末), 축(丑), 그 밖에 다섯 가지가 있다. 그리고 생은 다시 노생(老生), 소생(小生), 무생(武生)으로 나뉜다.

## 노생
충신, 효자, 의사(義士) 등의 역으로, 악인은 결코 없다. 경극에서 특유한 눈화장(눈의 가장자리를 짙게 금을 긋는 화장)은 하지 않고 옅은 화장에 반드시 턱수염을 단다. 따라서 수생(鬚生)이라고도 한다. 인기배역, 또는 주역으로서 때로는 단역(端役)이 되어도 중요한 단역을 맡는다. 노생의 조건으로는 첫째로 목청이 좋아야 한다는 것과 품격 및 기품이 요구된다. 이러한 점에서 피황극(皮黃劇)의 시조라 일컬어지는 정장경(程長庚)을 고금의 명 노생이라 한다. 또한 그의 가르침을 받는 담금배도 담강(譚腔)이라는 일강(一腔)을 만들어낼 만큼의 명인이었다. 그 후 마연량(馬連良), 담부영(譚富英), 해소백(奚嘯伯), 담소배(譚小培) 등 많은 노생 배우가 배출되었다.

## 소생
한마디로 말해 미남청년의 역할을 말한다. 흰 화장을 짙게 하고, 발성법은 가성(假聲：안소리)이나, 후에 서술하는 단(旦：여자 역을 맡는 것)의 목소리는 아니다. 비록 미남 배역이기는 하나 기품이 있어야 한다는 것이 조건의 하나이다. 소생을 다시 나누면 치미생(雉尾生：모자에 꿩 날개를 단다), 무소생(武小生), 궁생(窮生), 발관생(髮冠生), 선자생(扇子生) 등이 있으며 소생역을 맡는 자는 그 가운데의 어느 역할이라도 소화할 수 있어야만 한다. 이 역할에서 지금까지 명성을 떨친 배우로는 서소향(徐小香), 왕계관(王桂官), 정계선(程繼先), 김중인(金仲仁), 백운생(白雲生) 등이 있다.

## 단
여자로 분장하는 역할의 총칭으로서, 중화민국 수립 이후 여배우의 등장이 많아지기는 했으나 역시 무대에서의 여자역은 남자가 분장하는 것이 더 요염한 아름다움이 있었다. 청삼(靑衫), 화단(花旦), 노단(老旦), 무단(武旦), 채단(彩旦) 등 대체로 다섯 종류가 있다.

## 청삼
남색으로 물들인 소박한 의상을 바탕으로 하는 양가(良家)의 자녀역을 청의(靑衣)라고 하며 그 청의가 후에 서술하는 화단(花旦)을 겸했을 때 청삼이라고 한다. 메이란팡(梅蘭芳)은 청의·화단을 겸한 새로운 여역(女役) 청삼의 대표라고 하겠다. 몸맵시나 동작이 나긋나긋하고 기품이 있다는 점 등에서 남자역의 노생·소생에 필적한다. 목소리는 여자역에는 독특한 조성(造聲)으로서, 초심자에게는 기이하게 들리나, 관극에 익숙해지면 하나의 매력이 된다. 청삼배우로는 이 역할의 창시자라는 여자운(余紫雲)을 비롯하여 왕요경(王瑤卿), 그리고 4대 명단(四大明旦)이라 하여 경극을 융성케 한 메이란팡, 정옌추(程硯秋), 상소운(尙小雲), 순혜생(荀慧生)이 있다.

## 메이란팡
중화민국 23년, 20세 무렵에 이미 명배우로서의 이름을 떨쳤으며 그 후 북경을 중심으로 경극계(京劇界)의 제1인자로서 활약, 또한 쿤취(崑曲)에서도 그 기예가 뛰어났다. 미국 및 소련 각국을 순회공연하여 경극의 존재와 그 진가(眞價)를 널리 세계에 알린 공헌은 크다고 하겠다. 중일전쟁(中日戰爭) 때는 홍콩으로 피하여 한때 경극에서 멀어졌으나 종전 후 다시 무대에 복귀, 중공정권 수립 후에는 그 문교정책에 따른 경극의 전통을 지키면서 개혁에도 힘썼다. 청삼(靑衫)으로서의 미모와 아름다운 목소리는 경극사상 으뜸으로 손꼽히며 <천녀산화(天女散花)> <우주봉(宇宙鋒)> <백사전(白蛇傳)> <귀비취주(貴妃醉酒)> <패왕별희(覇王別姬)> <유원경몽(遊園驚夢)> <상아분월(嫦娥奔月)> <대옥장화(黛玉葬花)> 등에서 뛰어난 명연기를 보였다.

## 정옌추
원래는 정염추(程艶秋)라고 했다. 만주 정황기(正黃旗) 출신. 왕요경(王瑤卿)의 문하생이 되어 그 용모와 우아한 품위로 순식간에 인기를 획득했다. 목청은 선천적으로 좋지 못했으나 그것을 교묘하게 활용하여 창법에서 정파(程派)라는 일파를 창시했다. 예풍(藝風)은 애절하고 유원하다는 평이 적절하며 비극성의 표현에 뛰어난 기예를 보였다. 중화민국 21년, 1년여에 걸친 유럽에서의 연극 수업에서 귀국 후에는 신작(新作)과 새 연출에 의욕을 보였다.

## 상소운
동상·철상이라는 말을 들을 정도로 강한 창법에, 감히 다른 배우의 추종을 불허하는 특질이 있다. 그런만큼 연기에는 거친 점이 있다. 탐모(探母), 제탑(祭塔), 제강(祭江)과 같은 정단극(正旦劇)에 능했으며 <여소랑(黎素娘)>이나 그 밖의 신작에서도 의욕을 보였다.

## 순혜생
원래는 백모란(白牡丹)이라고 했다. 화단(花旦)에서 전향하여 희극적 인물의 연기가 능했다. 몸맵시는 요염하고 목소리는 고왔다. <협골향(俠骨香)>이나 그 밖에 50여편의 신작에서 인기를 획득. 이상 4명을 '4대 명단(四大名旦)'이라고 하여 경극 융성의 계기를 만들었으며, 이 밖에도 이세방(李世芳) 등 신인의 활약이 기여한 바도 크다.

## 화단
청의(靑衣)가 창(唱)을 생명으로 함에 비하여 이 역할은 몸맵시가 아름답다는 것과 창보다도 대사에 중점을 둔다는 점이 특색이다. 또한 검술(劍術)도 하나 남성과 달라 역시 여성다운 매력이 중시된다. 일찍이 전계봉(田桂鳳), 매교령(梅巧齡), 노삼보(路三寶) 등 화단의 명우가 그 전통을 이어나갔다. 그 후(중화민국 20-45년경) 소취화(小翠花), 모세래(毛世來) 등 많은 신인 화단이 전통을 계승하여 젊은 매력으로 경극의 인기를 지탱했다.

## 무단
검술(劍術)을 전문으로 하며 남자배우가 여자로 분장하는 역할을 말하나, 화단과는 달라서 여성적 매력이 적으며 연기는 경쾌 용맹하다. 교공이라 하여 전족(纏足)으로 연기하는 점은 화단과 같다. 별도로 도마단(刀馬旦)이라 하여 말을 타고 검술을 하는 역할도 있으며 무단에 넣어 생각할 수도 있을 것이다. 송덕주(宋德珠), 염남추(閻嵐秋), 주계방(朱桂芳) 등이 무단의 대표자이다.

## 노단
노파역을 말한다. 남자 목청도 상관없으나 노생(老生)의 연기와는 다르다는 점이 필요하다. 경극 전체를 통하여 노단이 등장하는 연극은 기껏해야 스무번 정도로, 따라서 배우의 수도 적으며 그런만큼 또한 희소가치도 있다. 공운보는 노단의 혁명가라고 할 정도의 배우로, 이다규(李多奎), 와운거사(臥雲居士)나 그 밖의 노단을 양성했다. 지금까지의 노단강(老旦腔)에 청의조(靑衣調)를 채택하여, 비록 노파라 해도 여성다움을 가미한 점이 환영받았다.

## 정
눈 가장자리나 안면에 짙은 검정칠로 테를 두르는 (花瞼·花面) 역할이다. 이를 검보(瞼譜)·내검·말검(抹瞼)·화검(畵瞼)이라고도 한다. 요컨대 강렬한 성격이라든가 선악의 마음과 그 인간의 성격을 얼굴의 분장으로 강조하는 화장의 기술이라 하겠다. 그러한 점에서 화장의 발상(發想)은 자기 개성을 강조한다는 일상생활적인 목적도 있지만 오히려 자기를 죽여 타인이 된다고 하는 목적이 강하다고 하겠다. 경극에서의 얼굴 화장은 오늘날에 와서 상당히 복잡한 선과 빛을 사용하고 있으나 옛날에는 좀더 간략하게 그렸던 모양이다. 복잡한 선과 빛을 내기 위해 지금은 붓을 사용하나 옛날엔 손가락 끝으로 그렸다고 한다. 인물의 성격은 선에 따라서도 표현되나 색의 구별로 그 선악 강약을 상징한다. 이와 같이 화장을 하는 정(淨)은 또한 정정(正淨)·부정(副淨)·무정(武淨)으로 나뉜다. 그러나 엄밀한 구별은 없으며 용모가 웅장하고 굵은 목소리여야 한다는 것이 첫째 조건이다. 특히 정정은 대화검(大花瞼)이라고도 하여 창(唱)이 위주이며 더구나 주변을 위압할 정도의 풍격을 필요로 한다. 역할은 주로 왕후무장이다. 부정은 창보다 움직임을 위주로 하며 대사를 중시한다. 간상권신(奸相權臣) 등의 부류가 부정의 역이며 화장술도 정묘하다. 무정은 검술과 미적(美的)인 클라이맥스가 생명이며 창은 필요로 하지 않는다. 그러나 3자가 모두 풍채가 당당하여 동작은 직선적이며 목소리는 굵고 위압적이다. 예로부터 명우가 많았으며 김소산(金少山), 학수신, 원세해(袁世海) 등이 그 대표자이다.

## 축
광대 역할로 얼굴의 한가운데에 흰 분을 바른다. 문축(文丑), 무축(武丑)의 두 종류가 있고 문축은 방건축(方巾丑), 소축(小丑)으로 나뉜다. 모두가 우스꽝스런 인물이며 무축은 문축의 희극적인 성격에 다시 곡예적인 동작을 필요로 한다. 목소리는 가성(假聲)이 아니라 자기 본래의 발성을 쓴다. 유간삼, 장흑(張黑), 왕장림(王長林), 나백의(羅百義), 소장화(蕭長華) 등이 명인으로서 높이 평가되었다.

## 영쇄각, 소변각, 용투, 상하수
이것들은 모두 가벼운 역할로, 단역 배우들이 분장하며 깃발 드는 사람, 칼을 들어주는 사람 등 많은 수와 기타 프로그램에 이름이 오르는 단역을 말한다. 이상이 대체로 경극 역할의 원칙적인 타입이라고 하겠으며 예외로는 여자역으로 분장하는 단(旦)에 직접 여배우가 등장한다는 점을 들 수 있다. 최근에 와서는 특히 여자역은 여자가 해야 한다는 경향이 짙어져, 실제로 무대에 나서는 경우는 적어졌다. 역사적으로는 광서(光緖) 27년, 톈진(天津)의 여우극단이 북경에서 공개한 것이 계기가 되어, 그 후 잇따라 여우극이 발전했다고 전해진다. 그래서 중화민국 4, 5년경에는 전성기를 맞이했으며 남자는 자취를 감추고 겨우 앞서 서술한 담금배가 이에 대항할 수 있었을 정도였다. 그 후 실로 많은 여배우가 등장하여 남우(男優) 경극의 멤버에 들어오는 계기가 되었다. 오소추(吳素秋) 등은 그 대표적인 여우의 하나이며 그녀는 상소운(尙小雲), 순혜생(荀慧生) 등의 가르침을 받아 미모와 목소리의 아름다움으로 인기를 획득했다.

## 타이완의 경극
타이완은 지리적으로 중국 본토와 인접하고 있는 관계와 중화민국이 지배하게 된 것 등의 정치적 관계로 타이완의 문화는 다분히 중국적 양상을 띠고 있다. 타이완 연극의 주류, 연극으로서의 주체성을 지니는 것은 중국 연극, 특히 경극이다. 여기서 흥미 있는 점은, 중공치하의 경극이 정변으로 인한 개혁으로 그 전통이 단절된 채 새로운 양상을 띠기 시작하여 지난날의 모습을 상실하고 있음에 대해 이와는 대조적으로 그런대로 경극의 모체를 온존하고 있다는 것이다. 말하자면 한곳으로 밀려나온 현상이라는 일반 문화의 흥망법칙이 타이완에서의 경극에도 해당된다고 하겠다.

## 타이완의 고전극
타이완 연극에는 앞서 말한 경극과는 별도로 ① 배우가 연기하는 연극, ② 인형에 의한 연극 등의 두 종류가 있다. 그리고 또한 ①에는 어른의 것과 어린이의 것 등이 있으며 어른이 연기하는 것에는 다시 1) 앞서 말한 경극, 사평(四評), 난탄(亂彈), 구깁(九甲) 등이 있고, 이것을 또한 대희(大戱), 정희(整戱), 또는 노희(老戱)라고 부른다. 2) 직접 또는 간접으로 중국 대륙의 영향을 받으면서도 타이완만의 풍토에서 성장한 예능에 백수희(白守戱), 채다희(採茶戱), 차고희(車鼓戱), 가자희(歌仔戱), 문화희(文化戱), 거기에 신극(新劇)이 있다. 3) 아이들이 연기하는 것에는 칠각자(七脚仔, 南管·泉州語)와 4) 당자반(唐子班, 南管·福建語)이 있다. 다만 칠각자는 남자에 의한 극단이며 당자반은 매모희(媒某戱)라고 하는 소녀극단이다. 상연 종목은 대희·노희 등 어른의 극단이 <삼국지>에서 취재한 <천수관(天水關)>이라든가 <황학루(黃鶴樓)> 같은 무협물이 많으며, 관객도 대희는 주로 어른이며 칠각자와 당자반은 주로 <삼선영대(三仙英臺)>라든가 <소군초번(昭君初蕃)> 등의 문희물(文戱物)로 관객도 상류가정의 부녀자가 많다. ②의 인형극은 1) 포대희(布袋戱：南管·泉州語), 2) 괴뢰희(傀儡戱：南管·泉州語), 3) 피희(皮戱：潮樂·潮州語)의 세 종류가 있다. 포대희는 또한 장중반(掌中班), 장중희(掌中戱)라고도 한다. 상연 각본은 <서유기(西遊記)> 등의 무협물을 위주로 한다. 괴뢰희는 가례희(加禮戱)라고도 하여 인형은 포대희보다 크고 네 줄의 실로 조정한다. 이러한 인형극은 흥행으로서 공연하는 것이 아니라 제례(祭禮)나 사묘(寺廟)의 행사, 혹은 관혼상제나 집의 신축, 액땜, 굿풀이 등의 행사가 있을 때 초대받아 출연한다. 가례희라는 명칭도 이러한 의례나 제사를 위한 구실에서 유래된 것으로 인형극의 원시적 형태로서의 사적 및 본질적 의의가 깊다 하겠다. 피희(皮戱)는 중국의 영희(影戱) 또는 자바의 와양과 같은 계열의 영회인형극(影繪人形劇)으로, 인형은 쇠가죽에 채색을 했다. 북경 근방의 인형이 양가죽임에 대하여 쇠가죽을 사용한다는 점은 남방이라는 지리적 관계 때문인 것으로 여겨진다. 고사족(高砂族) 사이에서는 오래전부터 있었다고 전해지며 이는 아시아 전역에 걸친 영희인형극의 계보로 미루어 보아 귀중한 존재라고 하겠다.

## 타이완의 음악·가요
타이완의 음악이나 가요도 토착민인 고사족(高砂族)이 지니는 고유한 것(口琴：弓琴의 반주와 가요)은 차치하고, 오랜 역사가 흐르는 사이에 중국의 영향을 받고 성악(聖樂) 등의 초래와 그 토착화에 의해서, 예컨대 민요는 중국의 남곡(南曲)이나 북곡(北曲) 가운데의 1소절이 대중화하여 노작가(勞作歌)가 되거나 타이완식의 산가(山歌：民謠)가 되었던 것이다. 특히 타이완 섬은 차(茶)의 산지인 신주(新竹) 지방을 중심으로 다가(茶歌)가 생겨났으며 이것이 전역에 걸쳐 유포되었다. 또한 차(茶)밭에서 젊은 남녀가 대화식으로 부르는 상포(相褒)는 일종의 만담 같은 형태를 이루었으며 이것이 곧 채다희(採茶戱)·차고희(車鼓戱)·가자희(歌仔戱)가 되어 역시 온 섬에 번졌던 것이다.

## 같이 보기
- 중국의 문화
- 중국의 미술
- C-pop
- 중국 음악
- 잡극